# Nguyễn Thị Thanh Nhã
Nguyễn Thị Thanh Nhã, née le 25 septembre 2001, est une footballeuse internationale vietnamienne qui évolue au poste d'attaquante au sein du club Hà Nội I, club du championnat féminin du Viêt Nam.

## Biographie

### Carrière internationale
Elle représente le Viêt Nam à la Coupe d'Asie féminine de l'AFC 2022 en Inde et remporte une médaille d'or aux Jeux d'Asie du Sud-Est de 2021 à domicile.

## Statistiques

### Buts internationaux
| Non. | Date              | Lieu                                           | Adversaire      | Score | Résultat | Compétition                                    |
| ---- | ----------------- | ---------------------------------------------- | --------------- | ----- | -------- | ---------------------------------------------- |
| 1.   | 23 septembre 2021 | Stade Pamir, Douchanbé, Tadjikistan            | Maldives        | 1 –0  | 16–0     | Éliminatoires de la Coupe d'Asie féminine 2022 |
| 2.   | 23 septembre 2021 | Stade Pamir, Douchanbé, Tadjikistan            | Maldives        | 10 –0 | 16–0     | Éliminatoires de la Coupe d'Asie féminine 2022 |
| 3.   | 7 juillet 2022    | Stade de football de Binan, Binan, Philippines | </img> Cambodge | 3 –0  | 3–0      | Championnat d'Asie du Sud-Est féminin 2022     |
| 4.   | 5 avril 2023      | Stade Dasarath-Rangasala, Katmandou, Népal     | Népal           | 5 –1  | 5–1      | Tournoi pré-olympique de l'AFC féminin 2024    |
| 5.   | 6 mai 2023        | Ancien stade de l'ARC, Phnom Penh, Cambodge    | Birmanie        | 2 –1  | 3–1      | Jeux d'Asie du Sud-Est de 2023                 |

## Vie privée
Son nom, Thanh Nhã, signifie "élégant" ou "gracieux".

## Palmarès
- Médaille d'or aux Jeux d'Asie du Sud-Est de 2021